# Московская улица (Калуга)
Московская улица — улица в Калуге. Проходит от улицы Ленина (площадь Карла Маркса) до трассы Р-132. Одна из главных транспортных магистралей города. Самая протяжённая улица в городе (длина более 10 километров).

## История
Улица проложена при перепланировке города по регулярному плану в конце XVIII века, когда Калуга стала центром Калужского наместничества.
Носила название — Благовещенская — по названию близ расположенной церкви (разобрана на кирпич в 1947 году после разрушения её попаданием авиабомбы в 1941 году).
Современное название улицы дано по городу Москва, в который вела.
13 сентября в 2003 году в начале улицы был открыт памятник Карлу Марксу (скульптор Лев Кербель). Памятник существовал на этом месте с 1921 года (скульптор М. Г. Манизер), был разрушен оккупантами в годы Великой Отечественной войны. Восстановленный в послевоенное время, в 1980-х годах был запланирован к замене, осуществлённой только в 2003 году

## Достопримечательности
д. 1 — Жилой дом 

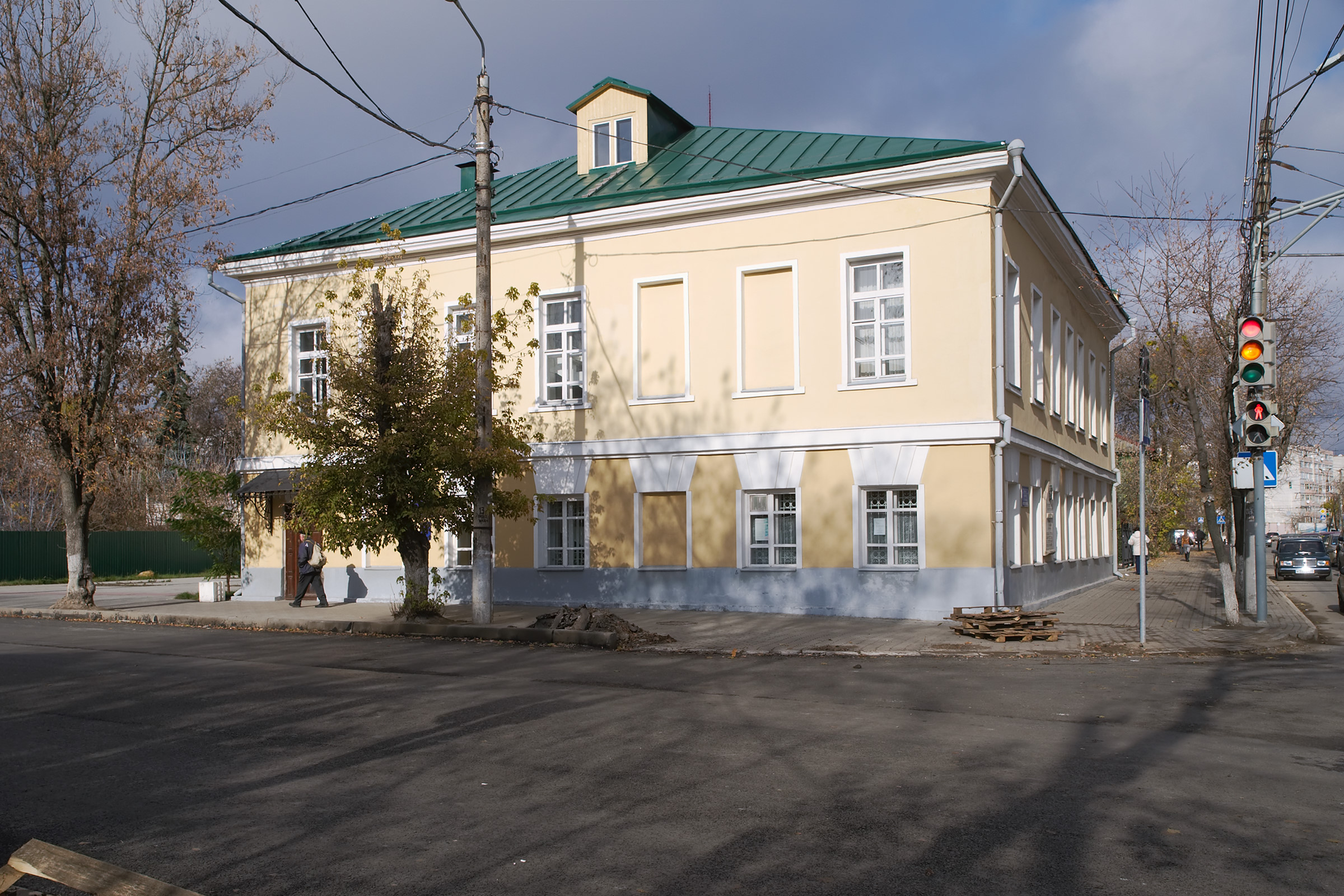
Дом-музей А. Л. Чижевского

д. 5 — Дом с магазином (мастерская И. Р. Комарова) 

д. 11 — Здание дворянского пансиона 

д. 22-24 — Дом Горбуновых «с росписью» 

д. 30 — Церковь Усекновения Главы Иоанна Предтечи

д. 62 — Дом-музей А. Л. Чижевского 

д. 241 — Калужский турбинный завод
Памятник Карлу Марксу

## Известные жители
д. 62 — Александр Леонидович Чижевский (мемориальная доска), Леонид Васильевич Чижевский
Мустафа Субхи